# Fargoa dianthophila
Fargoa dianthophila is een slakkensoort uit de familie van de Pyramidellidae. De wetenschappelijke naam van de soort is voor het eerst geldig gepubliceerd in 1961 door Wells & Wells.